# 流川 (広島市)
流川（ながれかわ）は、広島県広島市中区にある地区。広島市最大の歓楽街であり、居酒屋・バー・クラブ・キャバクラ、ゲイバーなどの飲食店や遊興施設などが建ち並ぶ。

## 地理
広島市中心部、八丁堀地区の東南に位置する。広島本通商店街や紙屋町・八丁堀も徒歩圏内であり、隣接する薬研堀、新天地と一体的に広域な商業圏を形成している。流川と薬研堀の間に中新地と呼ばれる歓楽街もあるが広義では流川に含まれる。薬研堀の東はかつて遊廓であった弥生町となる。
路面電車の銀山町駅が最寄り。

## 地名
町名は広島市中区流川町（ながれかわちょう）。
郵便番号730-0028（広島中央郵便局管区）。住民基本台帳に基づく2015年（平成27年）9月30日現在の人口は190人、2010年（平成22年）10月1日現在の面積は0.04137695km2。

## 歴史

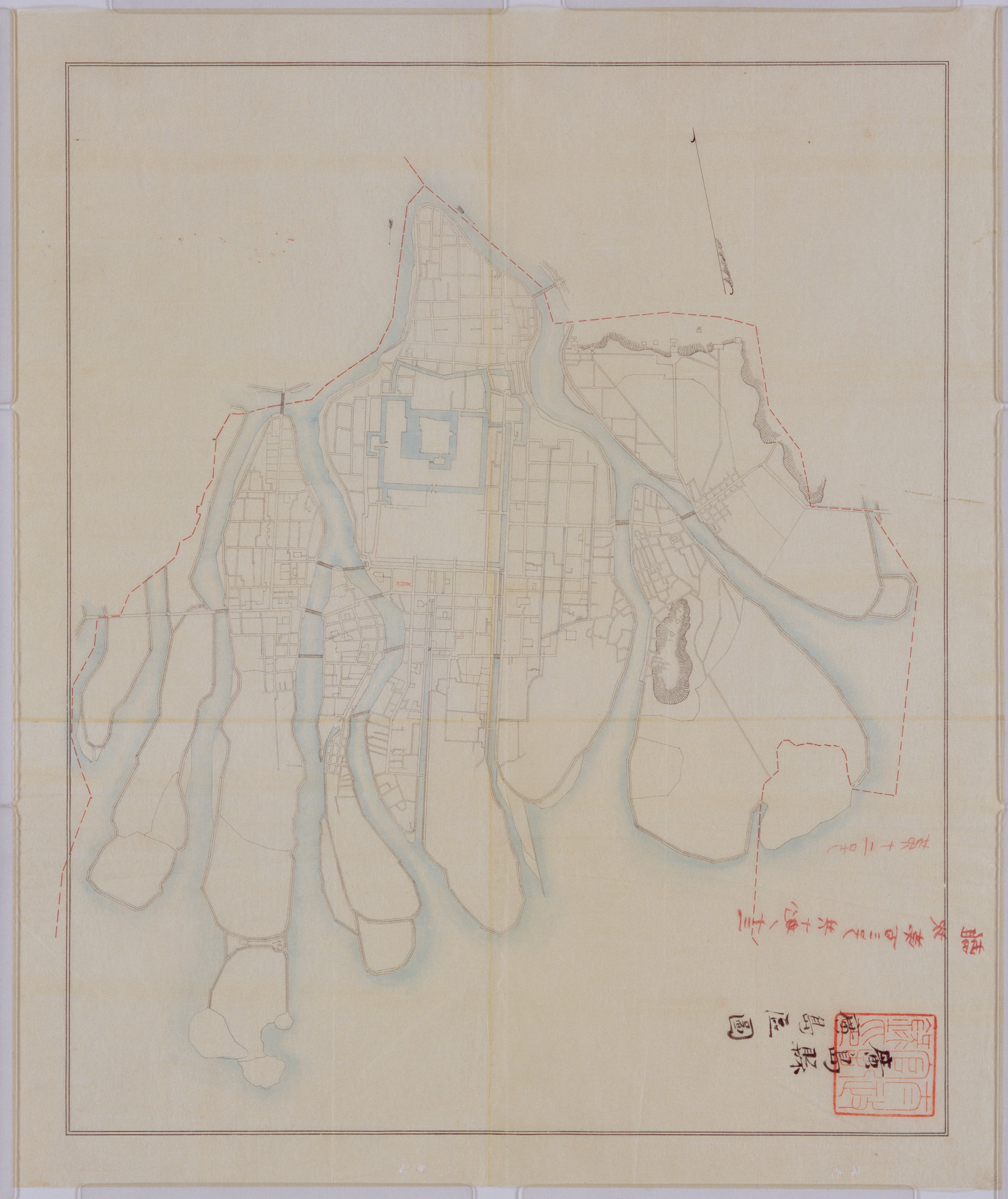
1880年の広島市。広島城外堀の右側、京橋川が大きくカーブする付近の広地が縮景園であり、そこから道沿いに下へまっすぐ伸びる細い青色が流川。

### 地名の由来
江戸時代、広島城の城下町であったこの地に広島藩主の別邸「縮景園」から小川が流れていたことに由来する。1913年（大正2年）に埋め立てられ川は現存しない。埋め立てられた通りを流川通りと呼び、この通りを中心に多くの飲食店が軒を連ねている。

### 新型コロナウイルスの感染拡大を受けて
- 2020年4月上旬 - 流川の飲食店関係者から2019年新型コロナウイルスの陽性者が出る。カラオケ店などが営業自粛に踏み切ったが、客の往来自体が極端に減少することとなった[7]。
- 2020年4月18日 - 新型コロナウイルス感染拡大を受けて緊急事態宣言が発出。翌月にかけて飲食店などの施設に対して休業要請が行われたため、さらに多くの店舗が影響を受けた[8]。
- 2020年10月12日 - 広島県が流川地区に臨時診療施設「流川積極ガード診療所」を開設。飲食店関係者限定でPCR検査も受けられる体制が整えられた[9]。
- 2020年12月12日 - 再び新型コロナウイルス感染が拡大したため2021年1月3日までの期間中、休業や酒の提供時間短縮など要請が行われた[10]。なお、短縮要請期間はのちに同年1月17日まで、さらに2月7日までと延長されている。

## ゲイスポット
一般の歓楽街の顔が最も大きいが、ゲイバーなどが集まるゲイ・スポットがあることでも知られる。2013年時点で流川界隈には、ゲイバーが30店、ゲイ系店舗トータルでは37店所在している。全国展開していた発展旅館、喜楽会館の本店があることでも知られている。但し一般の歓楽街の顔が大きいので、通り過ぎただけではゲイスポットがあると気づきにくい。